# Teobaldo II Ordelaffi
Teobaldo II Ordelaffi, parfois appelé Tebaldo Ordelaffi (1413 – 1425) est un noble italien qui vécut au XVe siècle, appartenant à la famille des Ordelaffi de la ville de Forlì.

## Biographie
Fils de Giorgio Ordelaffi, Teobaldo II Ordelaffi est seigneur de Forlì de 1423 à sa mort en 1425.
Peu avant sa mort Giorgio Ordelaffi avait demandé à Filippo Maria Visconti d'assurer la régence de Teobaldo, (comme l'écrit Machiavel dans son « Histoire de  Florence ») ce qui pouvait lui permettre de reconquérir la Romagne mais la mère de Teobaldo, Lucrèce Adilosi, se nomma régente.
Visconti provoqua une révolte de Forlì et fit appel au condottiere milanais Agnolo della Pergola.
La guerre éclata avec Florence qui s'opposait aux ambitions de Visconti. Venise rentra dans le conflit en 1425, la guerre se déplaça en Lombardie et Visconti dû céder Forlì et Imola au pape Martin V.
Les Ordelaffi ne redevinrent seigneurs de Forlì qu'en 1433 avec Antonio I Ordelaffi.

## Sources
- (it) Cet article est partiellement ou en totalité issu de l’article de Wikipédia en italien intitulé « Tebaldo Ordelaffi » (voir la liste des auteurs).

- (ca) Cet article est partiellement ou en totalité issu de l’article de Wikipédia en catalan intitulé « Teobald II Ordelaffi » (voir la liste des auteurs).

- (en) Cet article est partiellement ou en totalité issu de l’article de Wikipédia en anglais intitulé « Teobaldo II Ordelaffi » (voir la liste des auteurs).